# محمد شاهين (لاعب كرة قدم)
محمد شاهين لاعب كرة قدم مصري في مركز الهجوم.

وتألق بشكل لافت للنظر مع فريق المنصورة في دوري الدرجة الثانية، وساهم في صعوده إلى دورة الترقي، وكان له دورًا مؤثرًا فيها، بالإضافة إلى حصده لقب هداف الممتاز «ب» عن مجموعة الدلتا، وحاولت بعض الأندية التعاقد معه، ونجح نادي سموحة في ذلك، ثم نجح نادي ريال مدريد في التعاقد معه لمدة 3 مواسم.

## إحصائيات مشاركاته

### مع الأندية
| الفريق   | الموسم    | الدوري  | الدوري | الكأس   | الكأس | البطولات القارية | البطولات القارية | الإجمالي | الإجمالي |
| الفريق   | الموسم    | مشاركات | أهداف  | مشاركات | أهداف | مشاركات          | أهداف            | مشاركات  | أهداف    |
| -------- | --------- | ------- | ------ | ------- | ----- | ---------------- | ---------------- | -------- | -------- |
| المنصورة | 2015–2016 | —       | —      | 1       | 0     | —                | —                | —        | —        |
| المنصورة | الإجمالي  | —       | —      | 1       | 0     | —                | —                | —        | —        |
| بتروجيت  | 2016–2017 | 9       | 1      | 2       | 0     | —                | —                | 11       | 1        |
| بتروجيت  | 2017–2018 | 18      | 5      | 0       | 0     | —                | —                | 18       | 5        |
| بتروجيت  | 2018–2019 | 3       | 0      | 0       | 0     | —                | —                | 3        | 0        |
| بتروجيت  | الإجمالي  | 30      | 6      | 2       | 0     | —                | —                | 32       | 6        |

## روابط خارجية
قالب:تشكيلة نادي بتروجيت